# International Journal of Pharmaceutics
Das International Journal of Pharmaceutics, abgekürzt Int. J. Pharm., ist eine wissenschaftliche Fachzeitschrift, die vom Elsevier-Verlag veröffentlicht wird. Sie erscheint mit 21 Ausgaben im Jahr. Es werden Arbeiten veröffentlicht, die sich mit dem Gebiet der Pharmazie beschäftigen.
Der Impact Factor lag im Jahr 2014 bei 3,65. Nach der Statistik des ISI Web of Knowledge wird das Journal mit diesem Impact Factor in der Kategorie Pharmakologie und Pharmazie an 54. Stelle von 254 Zeitschriften geführt.